# ヴィクター・ベイリー
ヴィクター・ベイリー（Victor Bailey、1960年3月27日 - 2016年11月11日）は、アメリカ・フィラデルフィア出身のベーシスト。
ウェザー・リポートの晩年期（1982年 - 1986年）に参加し、1988年からソロ活動を始めた。
その後、長年にわたる難病のシャルコー・マリー・トゥース病を患いながら音楽活動を継続。
2016年11月11日、56歳にて死去。

## ディスコグラフィ

### リーダー・アルバム
- 『ボトムズ・アップ』 - Bottom's Up (1989年、Atlantic)
- Petite Blonde (1992年) ※with デニス・チェンバース、ミッチェル・フォアマン、チャック・ローブ、ビル・エヴァンス
- 『ローブロー』 - Low Blow (1999年、Zebra)
- 『ザッツ・ライト』 - That's Right! (2001年、ESC)
- 『エレクトリック』 - Electric (2005年、Chesky) ※with ラリー・コリエル、レニー・ホワイト
- 『トラフィック』 - Traffic (2006年) ※with ラリー・コリエル、レニー・ホワイト
- 『スリッピン・トリッピン』 - Slippin' 'n' Trippin' (2010年)

### オマー・ハキム
- 『リズム・ディープ』 - Rhythm Deep (1989年、GRP)

### ステップス・アヘッド
- 『マグネティック』 - Magnetic (1986年、Elektra)
- 『ヴァイブ』 - Vibe (1995年、NYC)

### ウェザー・リポート
- 『プロセッション』 - Procession (1983年、Columbia)
- 『ドミノ・セオリー』 - Domino Theory (1984年、Columbia)
- 『スポーティン・ライフ』 - Sportin' Life (1985年、Columbia)
- 『ディス・イズ・ディス』 - This Is This! (1986年、Columbia)